# Gonzalo Uriarte
Gonzalo Cristián Uriarte Herrera (28 de diciembre de 1964) es un abogado y político chileno, militante de la Unión Demócrata Independiente (UDI). Asumió como Senador de la República de Chile en 2011, en reemplazo de Evelyn Matthei y ejerciendo hasta marzo de 2014.
Anteriormente entre 2002 y 2011 fue diputado de la República por el distrito N.° 31.

## Biografía
Hijo de Luis Uriarte Larrañaga, arquitecto, y de Mónica Herrera Correa de Uriarte, es el segundo de tres hermanos. Casado con María Sofía Valenzuela Lira, es padre de cuatro hijos.
Realizó sus estudios secundarios en el  Colegio San Ignacio. Ingresó a estudiar Derecho a la Universidad Diego Portales. Entre 1988 y 1991 fue presidente de la Juventud UDI. 
En 2001 fue elegido diputado por el distrito nº31 de la Región Metropolitana de Santiago, correspondiente a las comunas de Melipilla, Alhué, Curacaví, María Pinto, San Pedro, Talagante, Peñaflor, El Monte, Isla de Maipo y Padre Hurtado. Fue reelecto para los periodos 2006-2010 y 2010-2014.
En enero de 2011 es designado por su partido para reemplazar en el Senado a Evelyn Matthei, quien dejó el cargo para asumir como ministra del Trabajo y Previsión Social del gobierno de Sebastián Piñera.

## Historial electoral

### Elecciones parlamentarias de 2001
- Elecciones parlamentarias de 2001, para el Distrito 31, Alhué, Curacaví, El Monte, Isla de Maipo, María Pinto, Melipilla, Padre Hurtado, Peñaflor, San Pedro y Talagante[3]

### Elecciones parlamentarias de 2005
- Elecciones parlamentarias de 2005, para el Distrito 31, Alhué, Curacaví, El Monte, Isla de Maipo, María Pinto, Melipilla, Padre Hurtado, Peñaflor, San Pedro y Talagante[4]

### Elecciones parlamentarias de 2009
- Elecciones Parlamentarias de 2009, para el Distrito 31, Alhué, Curacaví, El Monte, Isla de Maipo, María Pinto, Melipilla, Padre Hurtado, Peñaflor, San Pedro y Talagante[5]

### Elecciones parlamentarias de 2013
- Elecciones parlamentarias de 2013 a Senador por la Circunscripción 4 (Coquimbo)[6]